# 517 (číslo)
Pět set sedmnáct je přirozené číslo. Následuje po čísle pět set šestnáct a předchází číslu pět set osmnáct. Římskými číslicemi se zapisuje DXVII a řeckými číslicemi φιζ.

## Matematika
517 je:
- Deficientní číslo
- Poloprvočíslo
- Nešťastné číslo

## Astronomie
- (517) Edith je planetka hlavního pásu, kterou v roce 1903 objevil Raymond Smith Dugan

## Roky
- 517
- 517 př. n. l.